# 아테나 매시
아테나 매시(1967년 11월 10일 ~)는 미국의 영화 배우다. 1991년 영화 《Deadly Revenge - The Brooklyn Massacre》로 데뷔했다.

## 같이 보기
- 아말리아 홀름
- 엘리자베스 그라센
- 그리핀 드류
- 파올라 볼파토
- 한나 고드윈
- 사라 드 포시스
- 로지 로드